# Yadvinder Malhi

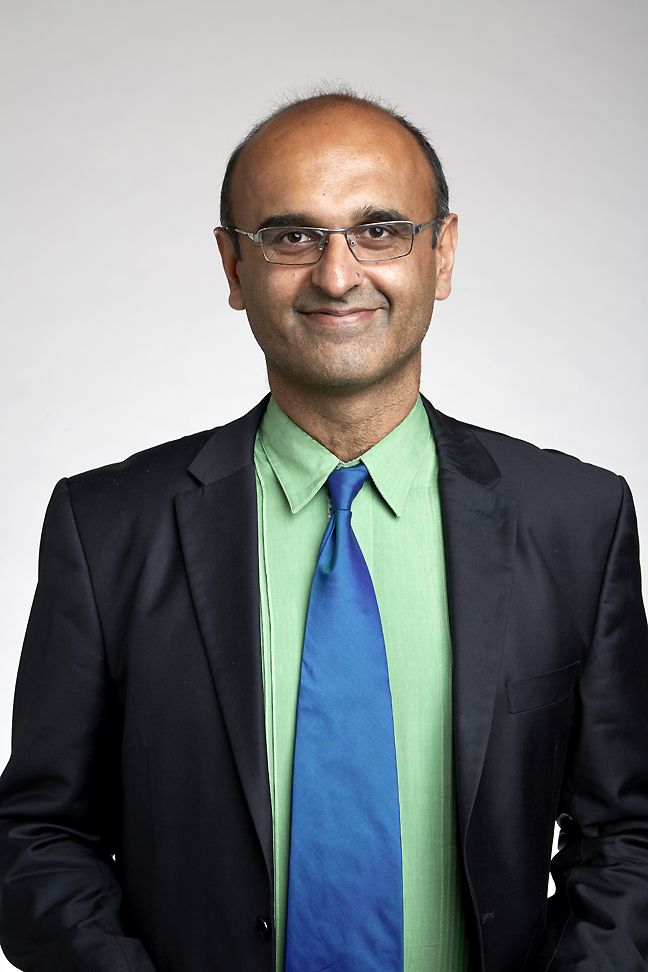
Yadvinder Malhi

Yadvinder Malhi (* 1968) ist ein Ökosystemwissenschaftler. Er ist Professor an der Universität Oxford.

## Leben
Malhi absolvierte von 1987 bis 1990 am Queens’ College der Universität Cambridge ein Masterstudium der Naturwissenschaften mit einem Schwerpunkt auf Physik. Er promovierte von 1990 bis 1993 an der Abteilung für Meteorologie der Universität Reading. Nach weiteren Stationen, u. a. an der Universität Edinburgh, ist er seit 2007 Professor für Ökosystemwissenschaften an der Universität Oxford.

## Wirken
Malhi war einer der Verfasser des Vierten Sachstandsbericht des IPCC.
In der öffentlichen Debatte um Auswege aus der Klimakrise setzt sich Malhi zwecks Speicherung von Kohlenstoff und Regulierung des Klimas für eine Erhaltung und Wiederherstellung von Ökosystemen ein. Er verweist dabei auf die globalen Auswirkungen eines Verlustes von tropischem Regenwald, etwa durch dessen Umwandlung in Rinderfarmen oder Ölpalmenplantagen.
Im Jahr 2018 wurde Malhi mit der Patron’s Medal ausgezeichnet.

## Veröffentlichungen (Auswahl)
- Yadvinder Malhi, J. Timmons Roberts, Richard A. Betts, Timothy J. Killeen, Wenhong Li und Carlos A. Nobre (2008). Climate change, deforestation, and the fate of the Amazon. Science, 319(5860), 169–172. doi:10.1126/science.1146961
- Yadvinder Malhi (2017) The concept of the Anthropocene. Annual Reviews in Environment and Resources, 42, 77–104. doi:10.1146/annurev-environ-102016-060854
- Yadvinder Malhi (2018) Ancient deforestation in the green heart of Africa. Proceedings of the National Academy of Sciences, 115(13), 3202–3204. doi:10.1073/pnas.1802172115